# جيمس روبرتسون ديكسون
جيمس روبرتسون ديكسون (بالسويدية: James Robertson Dickson)‏ هو سياسي سويدي، ولد في 10 مارس 1810 في غوتنبرغ في السويد، وتوفي في 4 يوليو 1873 في Askim parish ‏ في السويد.